# Hagström Impala
Hagström Impala är en elgitarr som producerades av Hagström mellan åren 1963 och 1967 tillsammans med sin systermodell Corvette, båda uppkallade efter berömda Chevrolet-modeller. Dessa gitarrer drog Hagströms speciella design till sin yttersta spets. Kroppen var i grunden av fendertyp med två cutaways och ett långt övre horn med ett ganska kort och smalt undre horn som pekade snett nedåt. Den del av kroppen där kontrollerna normalt sitter var lite förstorad och gav gitarrens bakdel en distinkt "S"-kurva. Under strängarna och ned mot den "svullna" bakdelen satt ett plektrumskydd på vilket ett imponerande antal kontroller i glada färger satt monterade. Bland kontrollerna fanns tre knappar för pickupval: 0=standby, 1=hals pickup (på/av) och 2=stall pickup (på/av); tre tonkontroller Hi, Mid och Low samt lägesval för Solo och kompspel. Lägena solo och komp hade individuella volymkontroller (varav volymkontrollen för solo ovanligt nog var ett skjutreglage).
En speciell modell tillverkade på begäran av Ben Davis ägaren till distributören Selmer i London: Futurama Automatic som en blandning av Impala och Corvettemodellerna. Denna gitarr producerades exklusivt för Selmer mellan åren 1962 och 1965.
Totalt tillverkades 1123 Impalagitarrer